# Omar Iman Abubakar
 (décembre 2016).
Si vous disposez d'ouvrages ou d'articles de référence ou si vous connaissez des sites web de qualité traitant du thème abordé ici, merci de compléter l'article en donnant les références utiles à sa vérifiabilité et en les liant à la section « Notes et références ».
Pour les articles homonymes, voir Abubakar.
Cheikh Omar Iman Abubakar, (en somali : Cumar Iimaan Abuukar), aussi connu sous le nom de Abu Bakar, est le chef du groupe islamiste somalien Hizbul Islam, qui a été créé en 2009 pour lutter contre le gouvernement de Sharif Ahmed.